# Ирландская республиканская армия (1919—1922)
Ирландская республиканская армия (ИРА) (англ. Irish Republican Army, ирл. Óglaigh na hÉireann) — революционная военная организация, противостоявшая Британской армии и пробританским силам в войне за независимость Ирландии. Стала наследницей «Ирландских добровольцев» после принятия соответствующего акта самопровозглашённым парламентом Ирландской республики. В 1919—1921 годах вела партизанскую войну против войск метрополии. Вскоре после заключения англо-ирландского договора ИРА была реорганизована в национальную армию под командованием Майкла Коллинза. Однако значительная часть партизан не признала договор и развязала гражданскую войну. До сих пор действуют организации, именующие себя «Ирландской республиканской армией».

## Предыстория
Ирландский республиканизм имеет долгую историю, начиная с «Общества объединённых ирландцев», устраивавшего восстания в 1798-м и 1803-м годах, продолжая «Ирландским республиканским братством» (ИРБ) (англ), «Защитниками» (англ), «Риббонистами» (англ), «Ирландской земельной лигой» (англ) и другими тайными организациями. Сокращение ИРА впервые применила американская организация «Фенианское братство» (англ), устраивавшая набеги на Канаду.
К началу Первой мировой войны борьба между сторонниками Гомруля и юнионистами (англ) достигли апогея, и британский парламент принял закон об автономии Ирландии, который должен был вступить в силу после окончания войны из-за опасений о возникновении гражданской войны. «Ирландские добровольцы» раскололись: большая часть во главе с лидером «Ирландской парламентской партии» (ИПП) Джоном Редмондом была готова согласиться с самоуправлением и отправить на фронт мировой войны 20 000 своих членов, но 12 000 человек, оставивших название «Добровольцы», вместе с лидерами ИРБ были согласны только на полную независимость. Их руководитель, Оуэн Макнейл, объявил о противоборстве призыву ирландцев на фронт и допустимости вооружённого восстания ради независимости. К «добровольцам» примкнула небольшая, но более боевитая «Ирландская гражданская армия», лидер которой, Джеймс Конноли, вошёл в руководство ИРБ.
Весной 1916-го ИРБ готовило восстание в Дублине, оно договорилось о поставке 20,000 ружей и 10 пулемётов с немцами. Но за 3 дня до восстания судно «Aud», перевозившее оружие, было обнаружено британским флотом и затоплено экипажем. Ёин МакНил узнал о предстоящем восстании в последнюю минуту и запретил «добровольцам» участвовать в нём, в результате лишь 2 из 12 тысяч бойцов вышли на улицы. 24 апреля заговорщики заняли центр Дублина и неделю противостояли британским войскам. В ходе сражения погибло более 500 мирных жителей. Повстанцы вывесили свой флаг и объявили о независимости Ирландии. Однако сначала большинство ирландцев считало мятежников предателями, дублинцы кидали в колонну пленных повстанцев камни и горшки с испражнениями.
Тем не менее, мнение ирландского общества о повстанцах резко изменилось в течение следующих двух лет. Первоначально это было вызвано негодованием по поводу казни 16-ти руководителей, некоторых из которых считали только соучастниками мятежа. В 1918-м британский парламент принял закон о военной повинности ирландцев, что вызвало негодование и новый кризис (англ). Радикал Имон де Валера проник в националистическую партию Шинн Фейн и стал её лидером, требования партии изменились с доминиона до полного отделения и независимости страны. Шинн Фейн боролась с ИПП на выборах в британский парламент и одержала убедительную победу. Депутаты вышли из британского парламента и создали национальный ирландский парламент (Дойл Эрэн), который объявил о независимости нового государства — Ирландской республики. 100-тысячный контингент Ирландских добровольцев был реорганизован парламентом в национальное войско, которое получило название «Ирландская республиканская армия»(ИРА).

## Парламент и ИРА
Первый шаг в реорганизации был сделан на съезде Ирландских добровольцев 27 октября 1917-го, в котором приняли участие около 250-ти членов (многие в это время оставались в лагерях после Пасхального восстания). На съезде прошли выборы нового руководства, были избраны: Имон де Валера (президент), Майкл Коллинз (начальник организации), Дармунд Линч (англ.) (начальник коммуникаций), Майкл Стейнс (англ.) (начальник снабжения), Рори О’Коннор (англ.) (главный инженер), Шон МакГэрри (англ.) (генеральный секретарь), Кахал Бру (начальник штаба). Также были выбраны начальники Добровольцев по графствам и Дублину. Многие из избранных входили в ирландский парламент.
21 января 1919 года в дублинской мэрии открылось первое заседание ирландского парламента (на ирландском языке), премьер-министром был избран Бру. ИРА была признана национальной армией, и должна была подчиняться парламенту, но на практике управление Добровольцами на местах правительством весьма проблематично. Опасения парламентариев подтвердились, когда в тот же день в Южном Типперэри с санкции Шона Трейси и Дэна Брина (англ) были убиты двое констеблей Королевской Ирландской Полиции (КИП) (англ). Нападения «летучих отрядов» на полицейские учреждения продолжались в разных графствах на протяжении всей войны.
31 января штаб ИРА (Бру и Ричард Мулкахи) выпустил список принципов в дальнейших отношениях Дойл Эрэна и ИРА:
- Правительство обладает теми же правами и авторитетом, что и обычное правительство;
- Правительство, а не члены ИРА, санкционирует кампании ИРА;
- Правительство объявляет о военном положении.

В рамках этой стратегии примирения парламента и ИРА в августе Бру предложил внести закон об обязательной присяге Дойл Эрэну, причём как всеми членами ИРА, и так и самими депутатами. Коллинз заявил де Валера (новому премьер-министру), что надо утвердить этот закон как можно скорее. Тем не менее, Добровольцы только в августе 1920-го принесли присягу парламенту.
Разгорелась борьба между Бру и Коллинзом. Бру, номинально, был министром обороны, но Коллинз стоял выше на иерархической лестнице ИРА. Бруха и де Валера требовали большей военной активности ИРА, так как считали пропаганду недостаточно действенной. Однако Коллинзу и Мулкахи удалось сосредоточить в своих руках практически всю власть над ИРА. Лишь некоторые командиры, такие как Том Барри (англ) и Лайам Линч в Корке и Шон МакЁин (англ) в Лонгфорде, были практически неконтролируемыми аппаратом ИРА.

## Война за независимость
ИРА принимала участие в войне против британской армии с января 1919-го по июль 1921 года, наиболее интенсивные бои продолжались с ноября 1920-го по июль 1921 года. В целом, кампании ИРА в войне можно разделить на три этапа.
Первый этап (1919 год) связан с реорганизацией армии. Организаторы, такие как Эрни О’Мэйли, были разосланы по всей стране для создания крепких партизанских подразделений на местах. На бумаге, в ИРА состояло 100,000 человек, однако только около 15,000 принимало участие в партизанской войне. Коллинз, начальник разведки, создал в Дублине специальный малочисленный «Отряд» (Squad), убивавший полицейских-разведчиков (одним из членов отряда был отец писателя Брендана Биена, Стивен). Отряд осуществлял также рейды на казармы полиции, убив к концу года четверых членов дублинской полиции (англ) и 11 КИП. В конце 1919-го КИП была вынуждена эвакуировать сотрудников большинства своих сельских казарм.
Второй этап (январь — июль 1920-го) характерен нападениями ИРА на укреплённые казармы КИП, расположенные в городах (16 из них были разрушены и 29 сильно повреждены). В это же время британские меры привели к эскалации конфликта. Во-первых, Великобритания объявила военное положение в отдельных частях страны, что позволило отправлять в лагеря и казнить членов ИРА. Во-вторых, она развернула в Ирландии дополнительные силы полиции, «Чёрно-коричневых» (Black and Tans) и Вспомогательную дивизию (Auxiliary Division), а также солдат. Таким образом, третий этап (август 1920-го — июль 1921-го) характерен увеличением британского контингента, что привело к изменению тактики партизан. Теперь они нападали не на казармы, а на колонны британцев, отходя после этого в горы.
Хотя война затронула все ирландские провинции, основная тяжесть легла на Дублин и юго-западную провинцию Манстер. В Дублине атаковали патрули, а в Манстере устраивали засады на дорогах. В Белфасте особенностью было большое количество протестантов и юнионистов среди жителей, ИРА и юнионисты убивали представителей противоположной религии. Здесь война продолжалась и после подписания мирного договора, погибло около 500 человек.
ИРА была вновь реформирована в апреле 1921-го: дивизии создавались по территориальному признаку, подразделения были укрупнены. Но это не помогло осилить самоуправство командиров мелких отрядов. В мае ИРА неудачно напала на дублинскую таможню — 5 бойцов погибло, 80 попали в плен. К июлю Коллинз понял, что ИРА находится в шаге от гибели: у армии было всего 3 000 современных винтовок и практически закончились боеприпасы, 5 тысяч партизан сидели в застенках. Неожиданное прекращение войны спасло ситуацию.

## Мирный договор и раскол

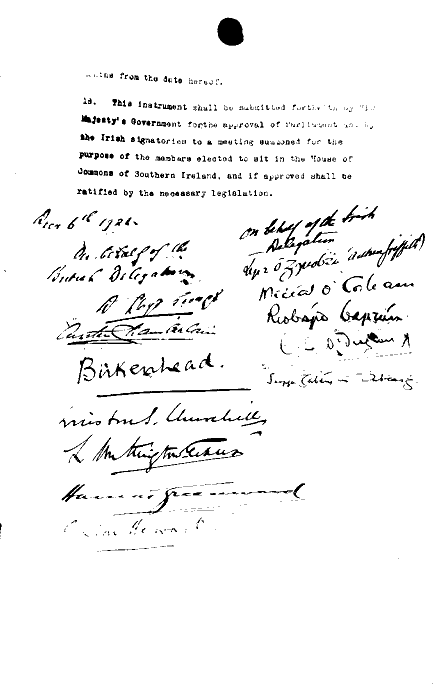
Последняя страница, с подписями, Англо-ирландского договора.

Премьер-министр Великобритании Дэвид Ллойд Джордж всегда называл ИРА «бандой убийц», однако большие финансовые затраты на войну и международная реакция сделали его позицию более уступчивой. К тому же король Георг V в Белфасте неожиданно призвал стороны к примирению. 11 июля де Валера встретился с генералом Макриди (англ) для переговоров. В результате ИРА получила право сохранить оружие, на время перемирия стороны должны были «оставаться в казармах». Офицеры ИРА считали перемирие временным и стали вербовать и готовить новых членов.
В декабре 1921-го ирландская делегация во главе с Коллинзом и министром иностранных дел Артуром Гриффитом прибыла в Лондон для новых переговоров. Спорными моментами были статус ирландского государства (Ирландия стала доминионом) и использование британцами портов в южной Ирландии. Эти вопросы впоследствии привели к расколу ИРА. Ирландских лидеров интересовал вопрос Северной Ирландии, стороны договорились определить её границы позже по итогам работы специальной комиссии.
В самой ИРА итоги мирной конференции восприняли неоднозначно. В Генеральном штабе 4 из 13 членов были против договора, среди рядовых членов разрыв в численности сторон был ещё меньше. Многие члены ИРА не собирались присягать на верность новому ирландскому парламенту. 16 января 1922-го О’Мэйли вышел из состава Штаба и взял себе в подчинение 2-ю Южную дивизию. Через месяц начальник Центрально-Лимерикской бригады, Лайам Форд (англ) объявил о выходе из повиновения главнокомандованию армии и непризнании нового ирландского государства, его бригада объявила о своей принадлежности к Ирландской республике. 22-го марта Рори О’Коннор объявил, что ИРА больше не подчиняется Ирландскому правительству и будет бороться с ним для восстановления республики. 28-го марта новое руководство про-республиканской ИРА приказало своим членам отказаться от постов в полиции и армии доминиона и подтвердить присягу республике.
Члены ИРА, согласившиеся с договором, вышли из её состава и стали ядром Ирландской армии (7,000—8,000 человек). Они вступили в войну с ИРА. 24 мая 1923-го начальник штаба ИРА Фрэнк Айкен (англ) объявил о прекращении огня, однако многие боевики и с этим не согласились и продолжили борьбу в составе другой организации, назвавшей себя ИРА.